# Stefaniola suaedae
Stefaniola suaedae är en tvåvingeart som beskrevs av Fedotova 1983. Stefaniola suaedae ingår i släktet Stefaniola och familjen gallmyggor. Inga underarter finns listade i Catalogue of Life.